# Nueva Ecija

Nueva Ecijas läge i Filippinerna

Nueva Ecija är en provins i Filippinerna, belägen på ön Luzon. Nueva Ecija ligger norr om huvudstaden Manila i regionen Central Luzon. Provinshuvudstaden är Palayan City. Norr om Nueva Ecija ligger provinsen Nueva Vizcaya, i öster Aurora, i söder Bulacan och Pampanga. I väster gränsar Nueva Ecija till Tarlac och Pangasinan. Totalt har provinsen 1 847 000 invånare (2006) på en yta av 5 284,3 km². De tre största språken i provinsen är tagalog, ilocano och kapampangan.
Namnet Nueva Ecija kommer från byn Écija i Andalusien i Spanien.
Större städer och orter är Cabanatuan City, Gapan, Muñoz, Palayan City och San Jose City.

## Politisk indelning
Nueva Ecija är indelat i fem städer och 27 kommuner.

### Städer
- Cabanatuan City
- Gapan
- Muñoz
- Palayan City
- San Jose City

### Kommuner
| - Aliaga - Bongabon - Cabiao - Carranglan - Cuyapo - Gabaldon (Bitulok & Sabani) - General Mamerto Natividad - General Tinio (Papaya) - Guimba | - Jaen - Laur - Licab - Llanera - Lupao - Nampicuan - Pantabangan - Peñaranda - Quezon | - Rizal - San Antonio - San Isidro - San Leonardo - Santa Rosa - Santo Domingo - Talavera - Talugtug - Zaragoza |